# میساکو کوننو
میساکو کوننو (انگلیسی: Misako Konno؛ زادهٔ ۸ سپتامبر ۱۹۶۰) یک هنرپیشه اهل ژاپن است. وی از سال ۱۹۷۶ میلادی تاکنون مشغول فعالیت بوده‌است.